# Indo-americani
Un indo-americano, da non confondere con i cosiddetti "Indiani d'America", è un cittadino statunitense di origini indiane. 